# François Avril (artiste)
Pour les articles homonymes, voir François Avril et Avril (homonymie).
François Avril, né le 14 mai 1961 à Paris, est un artiste, dessinateur et auteur de bande dessinée français. Il est connu pour ses œuvres picturales minimales et son style graphique épuré, évoluant entre peinture et illustration.

## Biographie
Diplômé de l’École nationale supérieure des arts appliqués et des métiers d'art (Olivier de Serres), dont il sort major en 1984, François Avril commence sa carrière en tant qu’illustrateur pour la presse magazine, la publicité et l’édition.
Âgé de 23 ans, il publie ses premières histoires dans Je bouquine et collabore parallèlement avec la presse-magazine et l’édition. Ses dessins illustrent régulièrement les colonnes de Libération, Lire, The New Yorker, etc.
Dans l’univers de la publicité, il signe des campagnes pour Hermès, Chanel, John Lobb ou la Ville de Paris pour les éditions 2012 et 2013 de Paris Plage.

## Carrière artistique

### Transition vers la peinture
En 1993, sous l’impulsion du galeriste Christian Desbois, François Avril commence à explorer la peinture. Il développe ce qu’il appelle une « peinture de dessinateur », conservant le trait noir hérité de la bande dessinée tout en explorant des compositions minimales et épurées.
Auteur peu prolifique de bande dessinée, François Avril s’en réclame pourtant dans son œuvre picturale. Le style de François Avril est hérité de la ligne claire. Ses influences incluent des artistes comme Serge Poliakoff, Mark Rothko, Saul Steinberg, Edward Hopper, Ellsworth Kelly, Hans Arp, Bram van Velde, Giorgio Morandi.

### Style et thèmes
Ses œuvres se concentrent principalement sur des paysages urbains et naturels, avec une prédilection pour des villes comme Paris, Tokyo, New York et Bruxelles,,,. Depuis 2006, il s’intéresse particulièrement aux paysages bretons, en particulier ceux de la côte ,. La nature lui inspire une exposition sur le thème des paysages et de la promenade, au Château Beychevelle,.
En 2012, les Rencontres Chaland à Nérac font de François Avril l’invité d’honneur de leur 5e édition ; une rétrospective de son œuvre est alors présentée,.
En 2017, il expose des peintures et des dessins inédits dans l’espace parisien de la galerie Huberty & Breyne rue Saint-Honoré, puis de nouveau à Bruxelles en 2019 avec « Isolated houses » sur le thème des paysages et plus particulièrement celui des maisons isolées,.
En 2023, il bénéficie pour la première fois d’une exposition monographique à New York à la galerie Philippe Labaune,.

### Collaborations
En 2021, François Avril collabore avec le dessinateur Philippe Druillet pour « Apocalypses », une exposition en duo à la Galerie Barbier à Paris,.
Ils se retrouvent en 2022 sur un projet ayant pour thème « L’Île des Morts », en réalisant deux peintures et une dizaine de dessins inspirés des tableaux du peintre Arnold Böcklin,.

### Expositions et reconnaissance
En 2023, à l’occasion de la sortie de l’ouvrage 324 dessins Vol. II, la galerie Huberty & Breyne expose une centaine d’œuvres inédites de François Avril . Pendant l’été 2024, François Avril rend hommage à sa ville de cœur, Bruxelles, avec une exposition intitulée « BXL » toujours à la galerie Huberty & Breyne,. À cette occasion, les éditions Skira lui consacrent un ouvrage. 
En septembre 2024, le salon d’art tribal Parcours des mondes à Paris confie une carte blanche à François Avril. L’artiste y présente une nouvelle série de toiles et de dessins librement inspirés par les objets d’art d’Afrique, d’Océanie, des Amériques et d’archéologie,,.

## Publications

### Catalogues d’exposition et livres d’art
- 2006 : Paris, Tokyo, New York, Bruxelles, éd. Champaka
- 2007 : Avril, éd. Vertige Graphic
- 2008 : Art, éd. Alain Beaulet
- 2012 : Artbook. Recueil de dessins, peintures, gravures et esquisses
- 2019 : Seaside, éd. Champaka
- 2020 : Apocalypses, François Avril et Philippe Druillet, éd. Barbier
- 2021 : 324 dessins, éd. Huberty & Breyne – Les Arts dessinés
- 2023 : 324 dessins Vol. II, éd. Huberty & Breyne – Les Arts dessinés
- 2024 : François Avril. Peinture | Paintings, éd. Skira

### Albums de bande dessinée
- 1985 : Sauve qui peut, sur scénario de Charles Berberian, éd. Carton
- 1986 : Doppelgänger-SA, collection Atomium 58, éd. Magic Strip
- 1986 : Le voleur de ballerines, scénario Yann, éd. Carton
- 1989 : Soirs de Paris, scénario Philippe Petit-Roulet, collection Les yeux dans la tête, éd. Les Humanoïdes Associés
- 1989 : El rebelde,le rebelle, dessins de Cyril Cabry, collection X, éd. Futuropolis
- 1989 : Le chemin des trois places, scénario Jean-Claude Götting, éd. Futuropolis
- 2004 : Le voleur de ballerines, scénario Yann, réédition nouvelle couverture, mise en page remaniée, nouveaux dessins et colorisation de l’intégralité de l’album, éd. Albin Michel
- 2005 : Le Chronatoscaphe (collectif) , Nato[33]
- 2012 : Soirs de Paris, scénario Philippe Petit-Roulet, réédition de luxe en grand format tiré à 1 500 exemplaires numérotés, nouvelle mise en couleur de la couverture, éd. Les Humanoïdes Associés

### Ouvrages illustrés
- 1990 : Intérieurs d’auteurs, collection Affaires Intérieures, éd. Comixland
- 1995 : Café Bar, éd. Alain Beaulet
- 1995 : Gloria, éd. Ateliers Médicis, 300 ex Nté Signés, illustrations en sérigraphie 17 passages, 32 pages.
- 1997 : Femmes, éd. Pie Book et Reporter
- 1998 : Tokyo, éd. Martine Gossieaux, eaux fortes, 30 ex.
- 2000 : Studio, éd. Le 9e Monde
- 2003 : Jazz en stock, éd. Le 9e Monde
- 2004 : Cat Session, éd. Le 9e Monde
- 2005 : Looking for DC, éd. B.ü.L.b comix (Suisse)
- 2007 : Cinéma, collection les Petits carnets, éd. Alain Beaulet
- 2008 : Art, éd. Alain Beaulet
- 2009 : La Fresque, éd. Champaka, 450 ex. signés numérotés, reprend sous la forme d’un leporello la fresque exposée aux Musées Royaux des Beaux-arts de Bruxelles
- 2022 : L’Île des morts, éd. Barbier & Mathon, Tirage limité à 270 exemplaires, numérotés et accompagnés par une Digigraphie inédite signée et numérotée par François Avril et Philippe Druillet[34]
- 2024 : Trait de côte, textes par Jean-Luc Coatalem, images par François Avril, éd. Locus Solus

### Illustrations d’histoires et romans pour la jeunesse

#### Éditions
- 1997 : Ohé! Capitaine Olivier!, texte de Odile Hellmann-Hurpoil, éd. Nathan
- 1998 : Le soir du grand match, texte de Hubert Ben Kemoun, collection Aventure, éd. Nathan Poche
- 2002 : Le marchand de bruits, texte de Anna Rozen, éd. Nathan

### Illustrations de nouvelles, poèmes et romans
- 1992 : Le duplex, roman de Jean-Claude Götting, couverture + 22 dessins en têtes de chapitres, éd. Le Castor astral
- 1996 : Les cahiers de Pierre Mac Orlan no 10 : Le sport, forme moderne de la fête, Textes de Pierre Mac Orlan, 16 illustrations, éd. Prima Linea
- 2012 : Poèmes de Victor Hugo, sélection de Benoît Marchon, 29 illustrations, éd. Bayard Jeunesse

### Recueils d’illustrations et travaux publicitaires
- 2006 : Paris, Tokyo, New York, Bruxelles, éd. Champaka
- 2012 : Artbook, recueil de dessins, peintures, gravures et esquisses, éd. Éditions du Chêne

### Filmographie
- 1995 : Il était une fois…, adaptation de La Petite Fille aux allumettes